# Cuspidaria (chi rêu)
Cuspidaria là một chi rêu trong họ Entodontaceae.